# 聖人

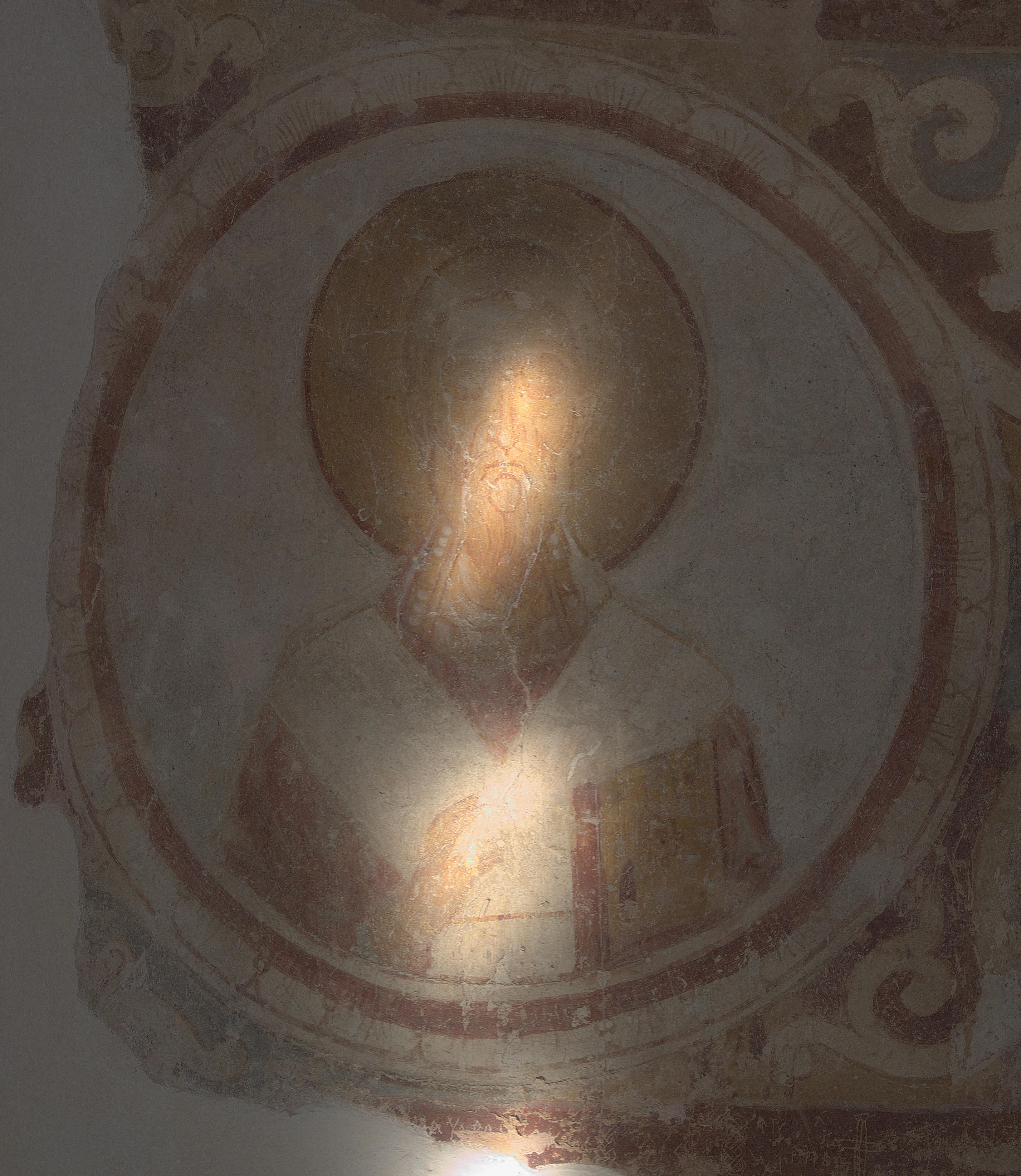
Saint, 12th century fresco in Staraya Ladoga

聖人（せいじん/しょうにん、※呉音:しょうにん、漢音:せいじん）とは、一般的に、徳が高く、人格高潔で、生き方において他の人物の模範となるような人物を指す。主に特定の宗教・宗派の中での教祖や高弟、崇拝・崇敬対象となる過去の人物をさすことが多い。
そして最も優れ、徳の高い聖人のことを大聖（たいせい）という。

## 概要
1. 儒教の聖人
2. 仏教の聖人
3. キリスト教の聖人
4. イスラム教、ユダヤ教、ヒンドゥー教、サンテリアなどの宗教の聖人

日本語では元来は儒教の聖人のことであり、次に仏教での聖人（上人［しょうにん］、聖［ひじり］）のことであった。生きている人にもすでにこの世を去った人にもあてはめられ、世界の多くの宗教で同じような概念があるとして、キリスト教では日本布教の際に"Sanctus"（ラテン語）・"Saint"（英語・フランス語）を「聖人」と翻訳した。そのような宗教の中で、「聖人」と呼ばれる人々は特定宗教の信徒にとり模範となり、その生涯が記録され、後世に語り継がれることが多い。
各宗教によってニュアンスにばらつきがあるが、現代の宗教で「聖人」という概念が存在するのは、キリスト教、イスラム教、ユダヤ教、ヒンドゥー教、サンテリアなどが挙げられる。ただしこれらの宗教でも宗派・教派によって扱いが異なる場合があり、キリスト教プロテスタントの一部やイスラム教のワッハーブ派などでは聖人崇敬は否定されている。また、聖人に対する崇敬を行うキリスト教教派では、教会によって公式に認定（列聖）されなければ聖人と認められない。

## 儒教

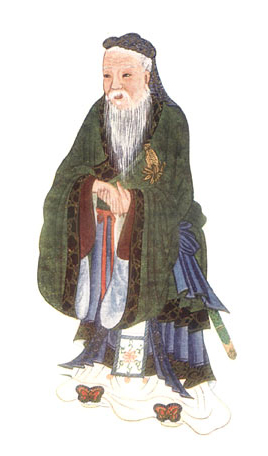
孔子（E.T.C. Wernerの、1922年刊行の『中国の神話と遺産』に掲載された挿絵）

中国の儒教における聖人とは、偉大・崇高・高貴の三要素を兼ね備えている人物を指す。即ち、政治指導者としてだけではなく、道徳の体現者としても理想とされる人物である。高貴だが凡庸な人物、高貴だが下劣な人物、あるいは下賎だが崇高な人物は該当しない。対義語で、凡庸・下劣・下賎の三要素を兼ね備えている人物は「小人」という。
もっとも理想の聖人とされるのは、堯と舜、二人の聖天子である。続く「三代」と言われる時代の統治者、すなわち夏王朝の創業者である禹、殷王朝の創業者である湯王、周王朝の創業者である文王・武王もまた聖人として位置づけられ、堯と舜をあわせて「堯舜三代」と呼ばれる。
また、周王朝の創業に力を尽くした周公旦、儒学の大成者である孔子もまた聖人として位置づけられている。孟子は聖人ではないが、それに次ぐ存在であるとして「亜聖」と呼ばれる。
宋代になると、士大夫たちは孔子・孟子を継ぐ聖人となることを目指すようになり、「聖人、学んで至るべし」というスローガンのもと、道徳的な自己修養を重ねて聖人に到る学問を模索した。明代の陽明学では「満街聖人」という街中の人が本来的に聖人であるとする主張をし、王や士大夫のみならず、庶民に到るすべての人が聖人となることができる可能性を見いだした。また、日本では近江国（滋賀県）出身の江戸時代初期の陽明学者中江藤樹は近江聖人と称えられている。

## 仏教
日本の仏教宗派の一部の宗祖に対する敬称として、一般的な「上人（しょうにん）」ではなく、「聖人（しょうにん）」という敬称を付する場合がある。
一般的に「聖人」という敬称で呼ばれる仏教者は、法然（浄土宗）、親鸞（浄土真宗）、日蓮（日蓮宗）らである。なお、浄土真宗では開祖の親鸞のみならずその師である法然に対しても「聖人」と呼称されたことがあるが、通例では親鸞に対してのみ「聖人」を用いる。
空海（真言宗）や最澄（天台宗）は大師、禅宗は禅師と呼ばれる事が多い。

## キリスト教

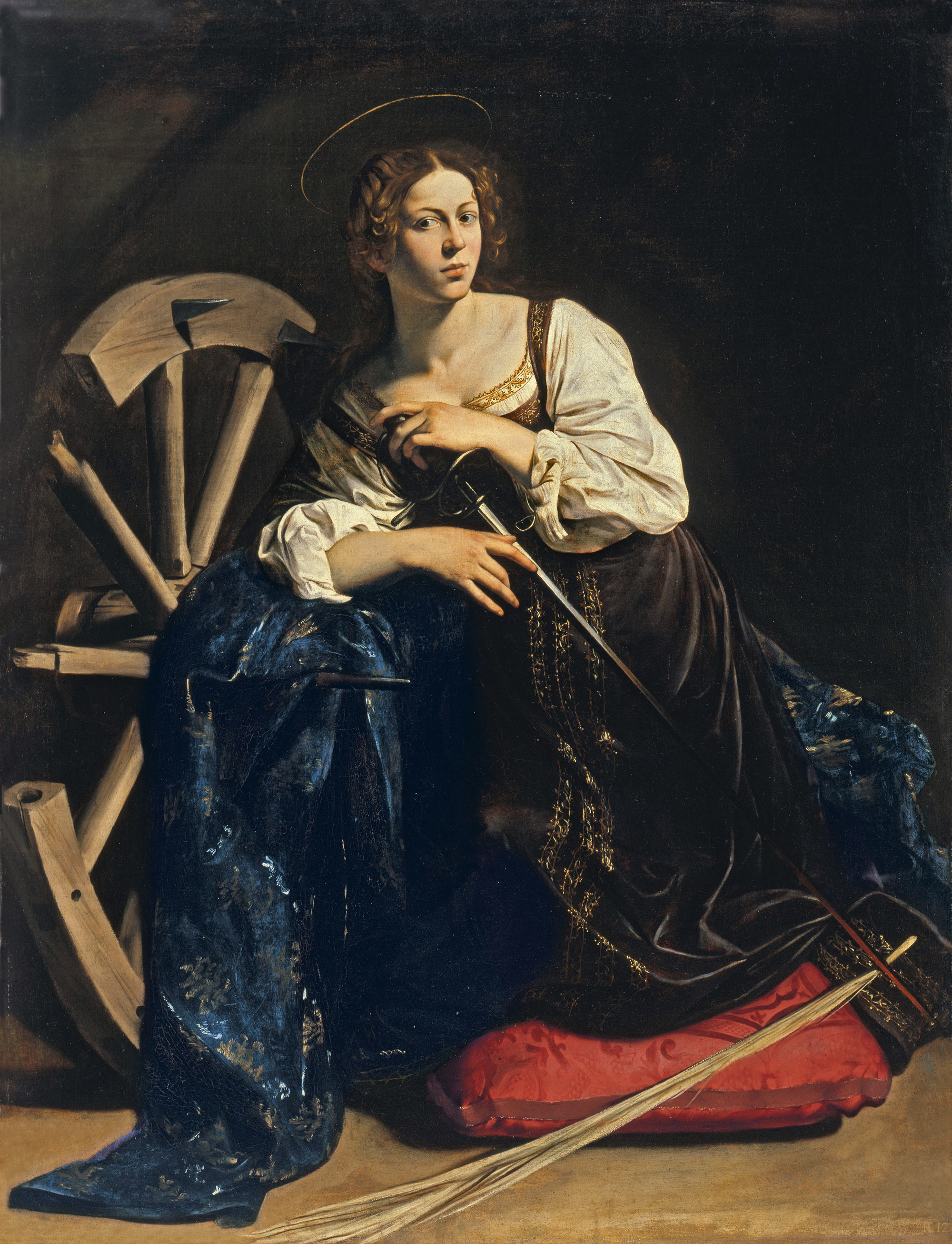
『アレクサンドリアの聖カタリナ』カラヴァッジョ画。1598年頃

キリスト教においては、新約聖書に出る古代ギリシア語: ὁ Ἅγιος（ホ・ハギオス「聖なる人」の意　現代ギリシャ語ではオ・アギオス）またその複数形古代ギリシア語: οἱ Ἅγιοι（ホイ・ハギオイ　現代ギリシャ語ではイ・アギイ）に由来する。新約聖書では、「ホ・ハギオス」という言葉が、かれらの教会の歴史にとっての重要さにかかわらず、生者と死者の両方にあてはめられている。使徒パウロの手紙の多くは「すべての聖なるものたちに」、あるいは「年長者とともに」と宛てられている。たとえば『エフェソの信徒への手紙』は「エフェソの聖なる人々へ」で始まっている。
聖人への崇敬は教派によって扱いが異なり、正教会、東方諸教会、カトリック教会、聖公会、ルーテル教会などで聖人崇敬が行われている。キリスト教諸教派の一覧参照のこと。
ただし、対象は歴史的に若干の変動があり、またこれら聖人崇敬・聖人の概念を認める諸教派の中でも崇敬の方法・あり方には差異が存在する。一方、プロテスタントでは聖公会、ルーテル教会を除いて聖人に対する崇敬を行わない教派が多い。改革派教会以降のプロテスタントとバプテスト系は、聖人崇敬を否定し、クリスチャンすべてを聖徒と呼ぶ。プロテスタントの中には、キリスト教初期の慣用表現から、「聖人」という語を単にこの世を去った信徒たちを指す言葉として用いるものもある。
正教会、東方諸教会、カトリック教会など、聖書と同様に聖伝（古代からの伝承）を現代に至るまで尊重する諸教派では、聖人への崇敬は伝統によってキリスト教信仰の一部をなしてきた。このような伝統にしたがって、聖人は人々の祈りを執り成し、神と人間の仲介としての役割を担うとされる。また、聖人は昔の殉教者などに限らず、20世紀の現代聖人が多数いる：教皇聖ヨハネ・パウロ2世、マザー・テレサ、聖ホセマリア・エスクリバー、聖ピオ神父など。

### 崇敬と歴史

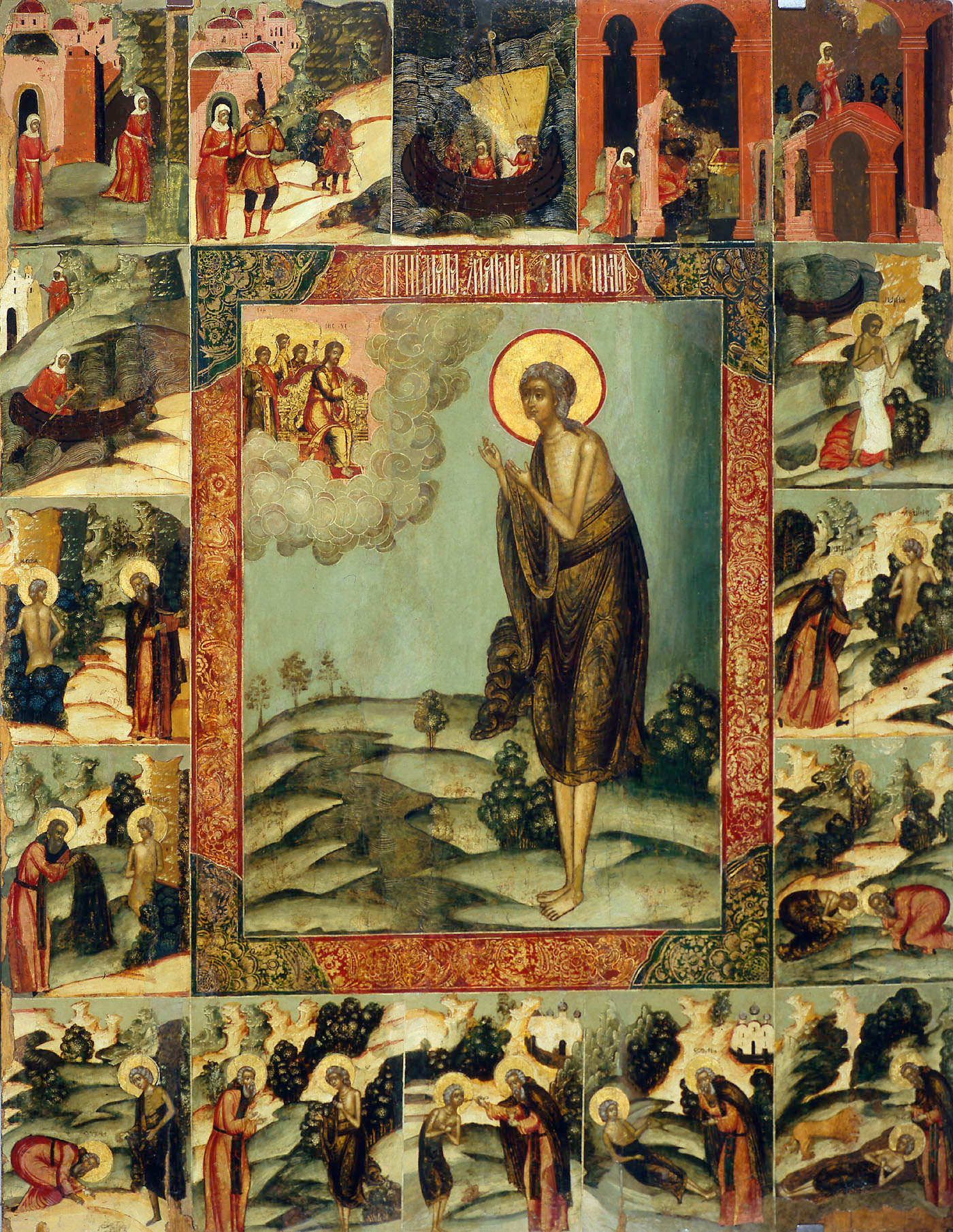
エジプトの聖マリアのイコン。17世紀にロシアで描かれたもの。中心に祈りを奉げるエジプトの聖マリアの姿が描かれ、周囲にその生涯についての伝承内容が左上から順に描かれている。

時として、「キリスト教は一神教といいながら、なぜ多神教のように聖人を崇拝するのか」という疑問が提示されることがあるが、聖人の概念を持つキリスト教では、崇敬・尊崇と崇拝は異なる意義付けをなされている。この観点からは、キリスト教徒は聖母マリアや諸聖人を崇拝しているわけではなく、聖人を敬うこと（マリア崇敬・聖人崇敬）は拝むこと（マリア崇拝・聖人崇拝）ではない。神への信仰と聖人への敬意はまったく別のものとして捉えられる。一方でこれはかつて初期の布教に伴い、異教の祖神や民間信仰を取り込んだものの残滓も含まれているとする研究も存在する。
正教会・東方諸教会・カトリック教会では、聖人の像や生涯を描画した聖画像（イコン）を作り、崇敬の対象とする。聖像破壊運動で古代の多くの聖像は失われたが、この運動が及ばなかった地域、とりわけそれ以前にカトリック教会やギリシャ系の正教会と分かれた東方諸教会の聖堂には、古いイコンが残っていることがある。このような古いイコンを収蔵する代表的な存在としては聖カタリナ修道院が挙げられる。
聖人の伝記（聖人伝）を読み書きすることも、聖人を崇敬する上で重要な役割を果たしている。これは古代から行われ、信仰上の模範を示すことで後世の信仰のあり方に大きな影響を与えたものも少なくない。たとえばアタナシオスによる『アントニオス伝』は、修道者に大きな影響を与えた。聖人伝として著名なものにヤコブス・デ・ヴォラギネの『黄金伝説』がある。
聖人はつねに個人名で記念（記憶）されるとは限らない。七十門徒などはそのよい例で、七十人の内訳には幾つかの説があり、かならずしも確定していない。古代の殉教者などには、名前の伝わっていない聖人も数多い。聖書に出てくる例では、ヘロデ大王によるベツレヘムの幼児虐殺の死亡者は「聖嬰児」「幼子殉教者」として聖人であるが、彼らの個人名は伝わっていない。

### 祝日・記憶日

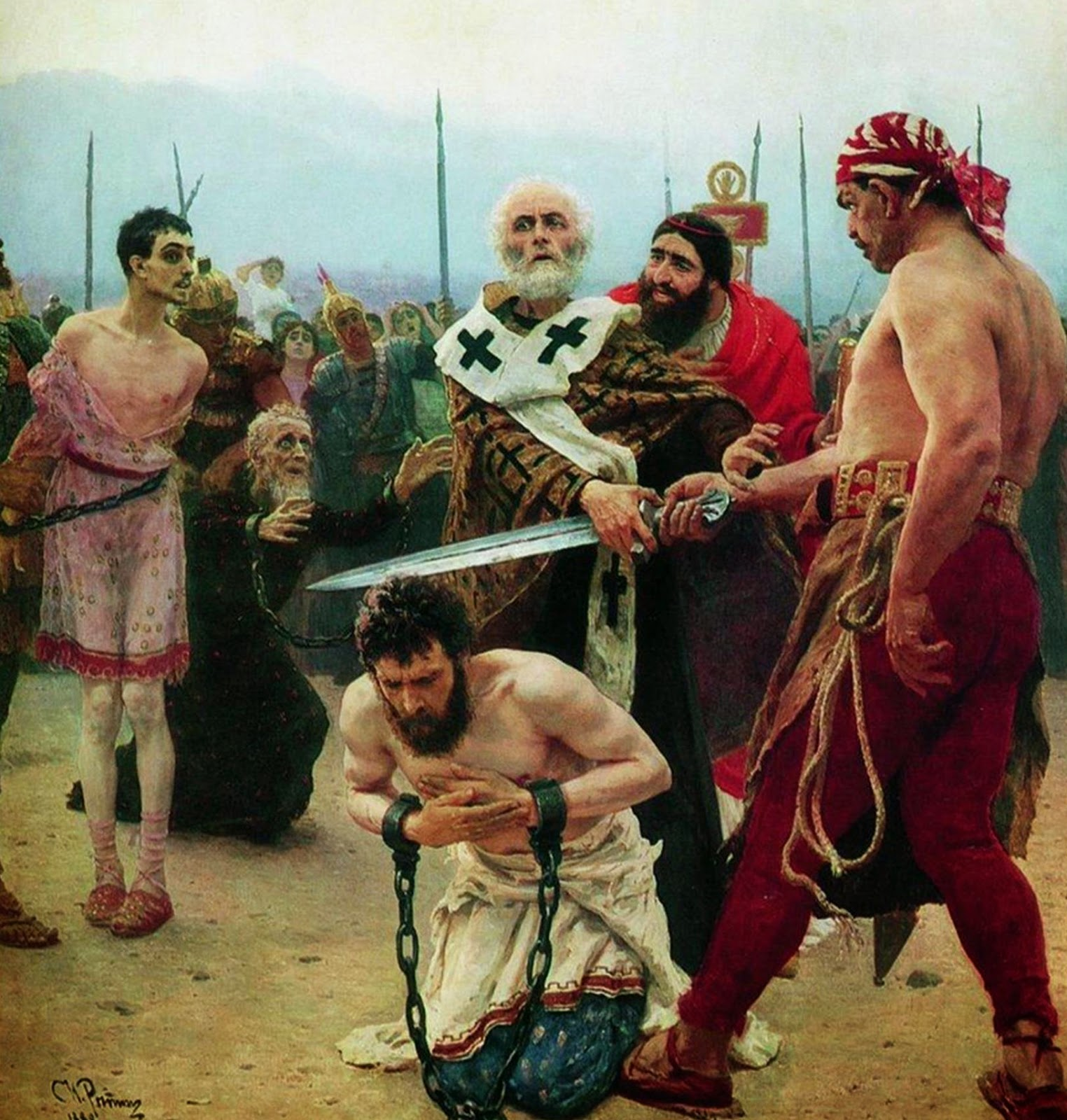
『ミラの聖ニコライ、無実の三人を死刑から救う』
（画:イリヤ・レーピン）

それぞれの教会において、一年間の中で聖人の祝日（記憶日・記念日）は特定の日付に固定されている。これをまとめたものをカトリック教会では聖人暦（聖人カレンダー）と呼ぶ。正教会においては正教会暦と呼ぶ。多くはその聖人が死亡した日が記念日となるが、異なる場合もある。特に重要な聖人の場合は、複数回の記念日がある（例：ミラのニコラオス）。古代より崇敬される聖人は、カトリック教会と東方教会で記念の日を同じくすることが多い（ただし後者のうちユリウス暦を使用する教会では、グレゴリオ暦を使用する教会と日付のずれを生じている）が、一部の聖人は違った日に記念されることがある（例：エジプトのマリア）。
聖人の祝日は、基本的にそれぞれの聖人に個々に決まっているが、幾人かの聖人は、他の聖人と共通の祝日をもっている。そのような例にペトロとパウロ（聖使徒ペトル・パウェル祭）、キュリロスとメトディオス、正教会における七十門徒などがある。多数の聖人をともに記憶する祭を正教会では「会衆祭」（かいしゅうさい）という。正教会では、十二大祭のいくつかの祭で、その翌日に関連する聖人の祭を行うが、これにも会衆祭と呼ばれるものがある。

### 洗礼名・聖名・霊名
聖人崇敬において重要な概念には守護聖人の考えがある。これは正教会・カトリック教会において存在する考え方で、個人のほか、特定の団体や地域に対してある聖人が特別な加護を与えているという概念である。
一般に、洗礼名（正教会では「聖名」・カトリック教会では「霊名」とも）の概念を持つ教派の場合、洗礼を受ける者は聖人にちなんで洗礼名（聖名・霊名）を受ける。この名前の起源となる聖人が、個人の保護の聖人となる。
自分の洗礼名の聖人の祝日を、正教会では「聖名日」、カトリック教会では「霊名の祝日」と呼んで祝う習慣がある。一部の地域では誕生日より盛大に祝うこともある。カトリック教会などの西方教会では、洗礼名のほかに堅信のときには堅信名を付ける習慣もあり、これは洗礼名と別の聖人を選ぶこともできる。また修道士は、ある聖人の名前にちなんで自らの修道名をつける。

### 聖遺物・不朽体

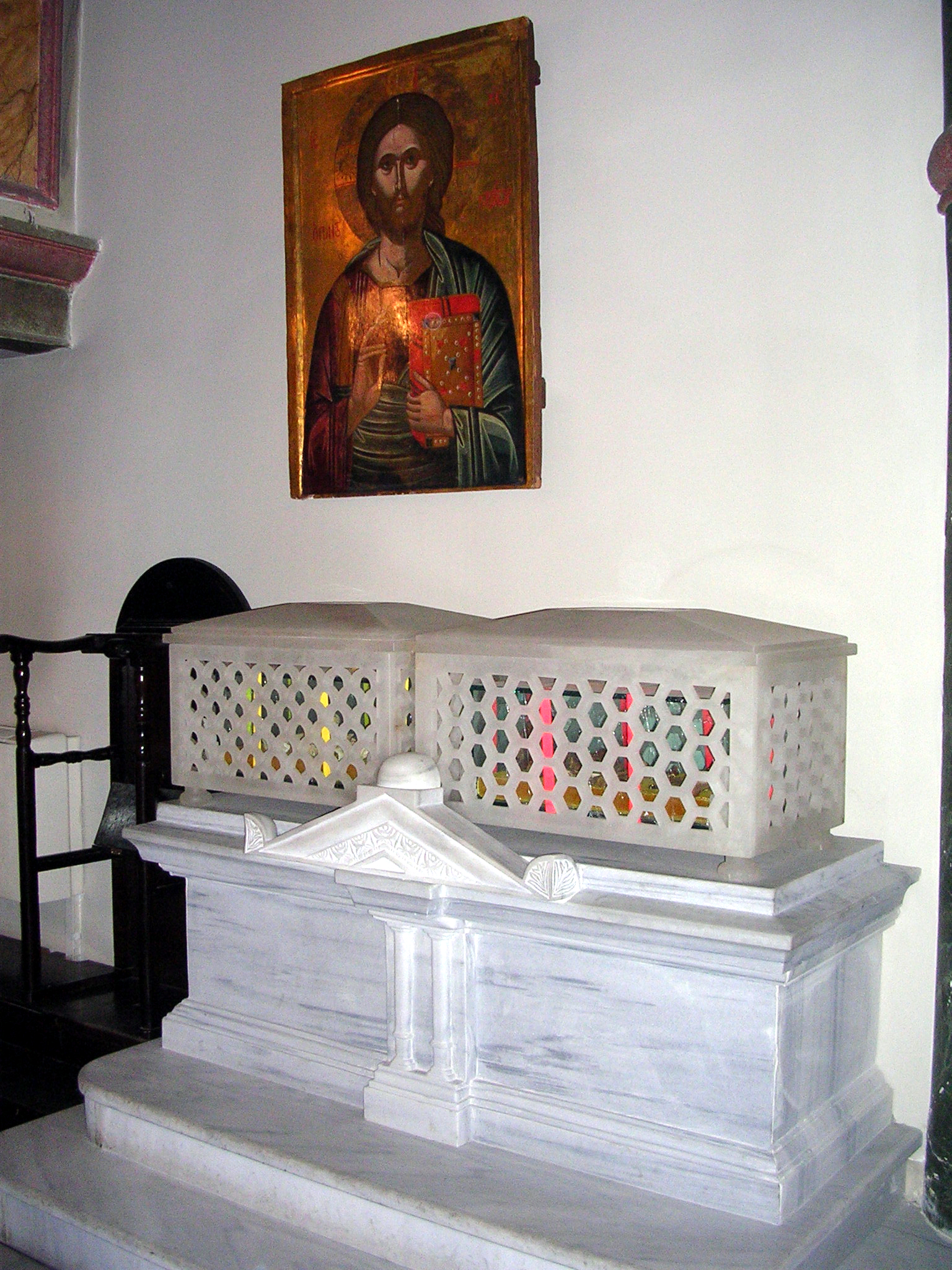
聖ゲオルギオス大聖堂にある、不朽体が納められている大理石製の聖櫃。

古代のキリスト教では聖人として尊崇された者の多くが殉教者であったが、殉教者を尊び、その遺骸や遺物を集めて墓を立て、崇敬することがなされていた。殉教者の墓（マルティリウム）は聖堂・礼拝堂と並んで、信仰生活の中心となった。こうした崇敬は時に行き過ぎ、聖人の遺骸と称されるものが高額で取引されたり、ある崇敬が過度の熱狂におちいることがあった。アウグスティヌスなど、こうした風潮に警鐘を鳴らし、聖人の遺骸を崇敬の対象にすることに反対を唱えたものもいた。
聖人の遺骸は、カトリック教会では聖遺物、正教会では不朽体と呼ばれる。遺体が腐敗せずに残ることを聖人である証明の一つとみなすことは伝統的な見方である。聖人の遺骸またその一部は古代から中世においては強い崇敬の対象となり、それに関連した奇跡が多く語られている。現在でも一部の教派では聖人の遺骸に接吻するなどして崇敬を表明することもある。正教会においては、聖人の遺骸に対する崇敬の表明は、聖像（イコン）への崇敬の表明と同じ形式を取る。これはイコンと同様聖人の遺骸が、究極には神に由来する聖性が現実界に現れる窓とする考えに基いており、信者の見解によれば、ものそのものが崇拝ないし信仰の対象となっているわけではないとされる。
また伝統的に、教会の祭壇（正教会では宝座）の下には聖人の遺骸または遺物（不朽体）を納めることが必要であるとされる。これは東方教会においては必ずしも必須の要件ではないが、しかしそのようにすることが望ましいと今でも考えられている。カトリック教会においてはかつては必須の要件であったが、現代ではこの要件は撤廃されている。

### 聖人認定
聖人に対する崇敬を行う教派では、教会によって公式に認定（列聖）されなければ聖人と認められない。一般に、聖人として認めるための調査は本人の死後に長い時間をかけて行われ、早くても死後数十年、場合によっては死後数百年に及ぶ審査を経てようやく認められる（例：ジャンヌ・ダルクが聖人として認められたのは本人の死から489年後であった）。しかもカトリック教会の場合、列聖の前段階として、福者と認められなければならない（列福されることが必要）。正教会の場合は、さらに急ぐのを避け、その人物に対する世間の反響が冷めるまでに十分な時間を割り当てる場合が多い。

### 教派別の崇敬のあり方の違い
教派によって、どの聖人を聖人として崇敬するかに違いがある。ある教派で聖人として崇敬されていても、別の教派では聖人と捉えられていないといった事例は数多い。
また、崇敬のあり方にも違いがある。以上に述べた全教派に共通する聖人の一般論とは別に、こうした教派ごとの特徴を以下の節に記す。

#### 正教会
正教会の場合、聖人には必ず使徒、亜使徒、致命者、克肖者などの称号が付く。これはその聖人の信仰のありようを記憶するために教会が決めるもので、個人が恣意的に変更してよいものではない。ただし「主教」「大主教」等の称号には、地域差が反映されることがある。たとえば新致命者神品致命者聖アンドロニク（ロシア革命で致命）は、世界的には「ペルミの大主教」と呼ばれるが、日本においては初代京都主教という関係を重くみて「京都の主教」と称する。
正教会には、カトリック教会におけるような尊者・福者の概念は存在しない。従って列福といった手続きも存在しない。英語の"Venerable"は正教会では克肖者、カトリック教会では尊者と訳されて異なっている事にも見られるように、訳語にそれぞれの教会の聖人に対する扱いの差が反映されている。

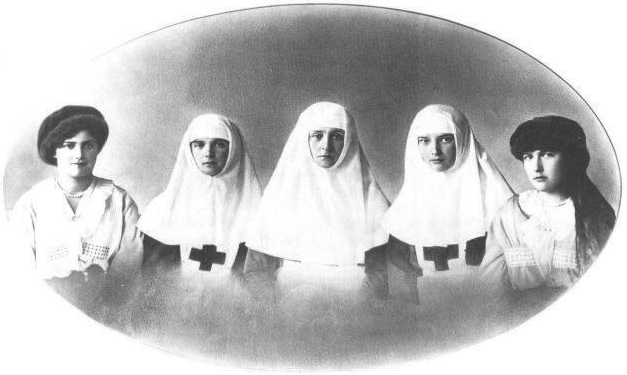
正教会の聖人(新致命者)アレクサンドラ皇后と娘達のオリガ、タチアナ、マリア、アナスタシア

#### カトリック教会

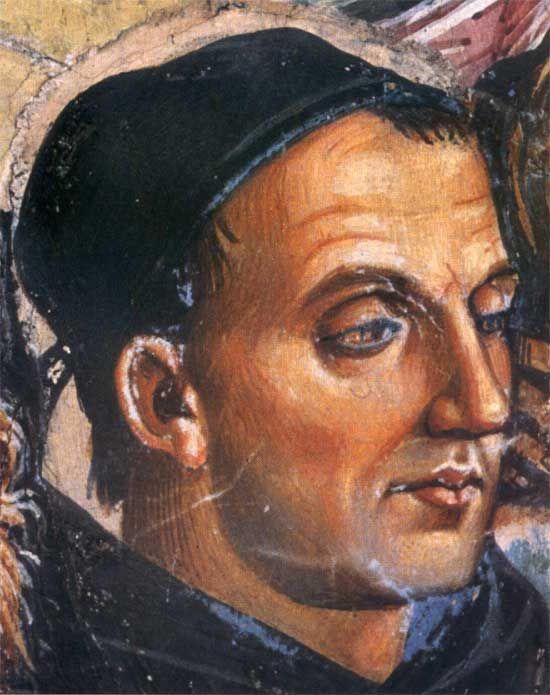
福者フラ・アンジェリコの肖像画

カトリック教会には列聖前の段階として、尊者・福者の段階がある。
第2バチカン公会議後のカトリック教会のあり方の見直しの中で、史実での存在が疑われる伝説的な聖人は聖人暦から外された。またキリストの降誕を準備する待降節、復活を準備する四旬節からも、本来の精神を大切にするという意味で聖人の祝い日が移動された。

#### 聖公会
聖公会（イギリス国教会）はローマ・カトリック教会から分離したためにプロテスタントに分類される事もあるが、信仰を理由にしてカトリック教会から分離したわけではなく、教義や精神は非常にカトリックに近いことから、聖人の崇敬を行っている。

##### ルーテル教会
マルティン・ルターはローマ教会（カトリック教会）の習慣を残した。ルーテル教会はプロテスタント教派のなかでも、一部では聖人の概念をもち、信仰の模範としてとくに礼拝でとりあげ、洗礼名の根拠としたり、記念日を祝ったりするところがある。

##### 改革派教会等
ジャン・カルヴァンは『キリスト教綱要』で聖人崇敬・崇拝を批判した。改革派教会以降のプロテスタント福音派、バプテスト系は聖人崇敬は偶像崇拝であるとして拒否しており、ルーテル教会の習慣については、ローマ教会の残滓とみなされることがある。

### 崇敬の地域性
聖人崇敬は現実の信仰生活のなかで行われるものであって、そこにはおのずと地方や時代の独自性が反映される。聖人のリストは世界で共通であるが、ある聖人とかかわりの深い地域では、その聖人はより重く崇敬される。そのような信仰生活の個別性は、個人や集団の守護聖人への信心に現れている。
例えばラドネジの克肖者聖セルギイの記憶日はロシア正教会やその流れを汲む諸正教会では盛んに祝われるが、他の地域では聖セルギイの記憶日は最も重要な祭日であるとは認識されない。このような事情はブルガリア正教会の著名な聖人であるリラの克肖者イオアンなどについても同様の事が言える。

### 聖人にちなむ地名
聖人の名をつけた地名は多い。聖人は各国語でサン(San、Saint)、セント(Saint)、サンタ(Santa)、サント(Santo)、サンクト(Sancto)等になるため、これらで始まる地名は概ね守護聖人の名が使われている。
例：サンフランシスコ（聖フランシスコ）、セントルイス（聖王ルイ）、サンクトペテルブルク、セントピーターズバーグ（聖ペトロ）、サンパウロ（聖パウロ）、サンティアゴ（聖ヤコブ）、サンタモニカ（聖モニカ）、セントヘレナ島（聖ヘレナ）、サンマリノ共和国（聖マリヌス）、アイオス・ニコラオス（奇蹟者ニコラオス）

## イスラム教
宗派にもよるが、預言者ムハンマドの教友であるサハーバや十二イマーム派のイスラム教指導者である十二イマーム（特に初期のイマームはスンニ派・シーア派双方で）などが聖人として扱われている。
イスラム教の教義においてはムハンマドはただの人間であるが、同時にイスラム教をもたらした最も崇敬すべき聖人でもある。また、ムハンマド以前の預言者たちも聖人として扱われており、イスラム教においてはイエスキリストも聖人の一人として扱われている。
イスラム社会には聖人が住んでいたモスクが多く現存しており、聖人崇敬を行う信者によって巡礼の対象となっている。
シーア派においては歴代のイマームへの崇敬は特に重要な意味を持っており、マシュハドなどイマームの墓廟のある都市は聖廟都市と呼ばれ重要な巡礼地になっている。十二イマーム派を国教とするイランでは歴代イマームの肖像画なども多く描かれているが、基本的にはポスターであり、キリスト教のイコンほどは特別な意味は持たない。
ワッハーブ派などのイスラム原理主義派では聖人崇敬を偶像崇拝であるとして禁止しており、ワッハーブ派を国教とするサウジアラビアやその前身のワッハーブ王国では聖廟に対する破壊活動が行われている。また、原理主義を信奉するイスラム過激派も聖廟の破壊を目的としたテロをしばしば起こしている。ワッハーブ派ではムハンマドの誕生日を祝うことも禁じられている。
アナトリア、バルカン半島などキリスト教とイスラム教と隣接する地域では「聖人は誰にとっても聖人」という言葉があり、両宗教に共通する聖人が存在する。たとえばスーフィー教団のひとつ、ベクタシュ教団の創設者ハジ・ベタクシュは聖ハラランボスと同一視され、双方に崇敬されている。

### 聖人として扱われることがある人物
- アブー＝バクル - 預言者ムハンマドの最初期の教友（サハーバ）
- ビラール・ビン＝ラバーフ - 預言者ムハンマドが所有していた黒人奴隷
- マリク・イブン＝アシュタル - イスラーム初期の武将

### 十二イマーム派の歴代イマーム
1. アリー
2. ハサン
3. フサイン - ウマイヤ朝軍とカルバラーで戦い敗死。
4. アリー・ザイヌルアービディーン
5. ムハンマド・バーキル
6. ジャアファル・サーディク
7. ムーサー・カーズィム
8. アリー・リダー
9. ムハンマド・ジャワード
10. アリー・ハーディー
11. ハサン・アスカリー
12. ムハンマド・ムンタザル（マフディー） - 隠れイマーム